# 迪克·霍拉布
理查德·W·霍拉布（英語：Richard W. Holub，1921年10月29日—2009年7月29日），美国NBA联盟职业篮球运动员。他在1947年的NBA选秀中第1轮第5顺位被纽约尼克斯选中。